# Gröba (Meuselwitz)
Gröba ist ein eingemeindetes Dorf im Ortsteil Wintersdorf der Stadt Meuselwitz im Landkreis Altenburger Land in Thüringen.

## Geographie

### Lage
Gröba befindet sich östlich von Wintersdorf und Meuselwitz an den Kreisstraßen 219, 125 und 544 im Altenburg-Zeitzer Lösshügelland am Rande der Leipziger Tieflandbucht. Die Schnauder durchfließt zwischen Gröba und Bosengröba in einem sanften Tal beide Ansiedlungen. Nordöstlich des Ortes befindet sich der Kammerforst.

### Angrenzende Orte
An Gröba grenzen im Uhrzeigersinn im Norden beginnend Ruppersdorf, im Südosten Waltersdorf, im Westen Wintersdorf und im Nordwesten Bosengröba. Nächstgelegene Städte sind im Westen Meuselwitz (6 km) und im Südosten die Kreisstadt Altenburg (11 km).

## Geschichte
Im Zeitraum 1181–1214 fand die urkundliche Ersterwähnung von Gröba statt. Der Name des sorbischen Sackgassendorfes bedeutet so viel wie Bergrücken oder Sandbank. Im 13. Jahrhundert hatten die Burggrafen von Altenburg Besitz im Ort. 1277 übereignete Burggraf Albrecht III. von Altenburg drei Talente, die er von den Gütern in Gröba als Zins erhalten hatte, dem Deutschen Orden zu Altenburg.
Später gehörte der Ort zum wettinischen Amt Altenburg, welches ab dem 16. Jahrhundert aufgrund mehrerer Teilungen im Lauf seines Bestehens unter der Hoheit folgender Ernestinischer Herzogtümer stand: Herzogtum Sachsen (1554 bis 1572), Herzogtum Sachsen-Weimar (1572 bis 1603), Herzogtum Sachsen-Altenburg (1603 bis 1672), Herzogtum Sachsen-Gotha-Altenburg (1672 bis 1826). Bei der Neuordnung der ernestinischen Herzogtümer im Jahr 1826 kam der Ort wiederum zum Herzogtum Sachsen-Altenburg.
Nach der Verwaltungsreform im Herzogtum gehörte Gröba bezüglich der Verwaltung zum Ostkreis (bis 1900) bzw. zum Landratsamt Altenburg (ab 1900). Juristisch war der Ort seit 1879 dem Amtsgericht Altenburg und seit 1906 dem Amtsgericht Meuselwitz unterstellt. Gröba gehörte ab 1918 zum Freistaat Sachsen-Altenburg, der 1920 im Land Thüringen aufging. Dem neu gegründeten Landkreis Altenburg wurde Heukendorf im Jahr 1922 zugeordnet. 1923 erfolgte die Eingemeindung nach Wintersdorf, mit dem Gröba am 1. Dezember 2007 zur Stadt Meuselwitz kam.
Bereits in den Jahren 1787/88 wurde in Gröba Braunkohle gefördert. So waren nur die Bewohner der 16 Bauerngüter der insgesamt 54 Anwesen in der Landwirtschaft tätig. Im Zuge der Vereinigung des ADAV und der SDAP in Gotha 1875 schlossen sich einige Arbeiter der SPD an, es war die erste Parteiorganisation im Meuselwitz-Rositzer Braunkohlenrevier. Die Bauern traten in den 1950er Jahren in die LPG ein.